# Dominicas de Santo Tomás de Aquino
La Unión de las Hermanas Dominicas de Santo Tomás de Aquino (en italiano: Unione delle suore domenicane di San Tommaso d'Aquino) es un congregación religiosa católica femenina, de vida apostólica y de derecho pontificio, fundada a partir de la unión de cuatro congregaciones dominicas italianas en 1967. A las religiosas de este instituto se les conoce como dominicas de Santo Tomás y posponen a sus nombres las siglas O.P..

## Historia
La congregación fue constituida a partir de la unión de cuatro institutos religiosos de origen italiano. La Congregación de Religiosos aprobó la unión el 1 de junio de 1967. Los tres institutos fusionados en uno fueron:
- Congregación de Hermanas Dominicas del Santo Rosario de Mondovì: fundada en 1844, en Mondovì, por el obispo dominico, de la diócesis homónima, Giovanni Tommaso Ghilardi.
- Congregación de Hermanas Dominicas del Santo Rosario de Trino: fundada en 1834, en Trino, por el mismo fundador.
- Congregación de Hermanas Dominicas del Santo Rosario de Sapelli: cuyas miembros eran conocidas como sapellinas, fue fundada en 1804, por el religioso dominico Bernardo Sapelli.
- Congregación Toscana de Santo Domingo: fundada a partir de la unión de varios monasterios de monjas dominicas de la provincia de Toscana.

La Unión de Santo Tomás fue agregada a la Orden de los Predicadores el 26 de octubre de 1970.

## Organización
La Unión de las Hermanas Dominicas de Santo Tomás de Aquino es un instituto religioso de derecho pontificio, internacional y centralizado, cuyo gobierno es ejercido por una priora general. La sede central se encuentra en Turín (Italia).
Las dominicas de Santo Tomás se dedican a la educación e instrucción cristiana de la juventud y forman parte de la familia dominica. En 2017, el instituto contaba con 145 religiosas y 23 comunidades presentes en Italia.